# SNES-101
SNES-101 eller SNES 2, SNES Mini eller SNES Jr. var en 16-bitarskonsol släppt av Nintendo den 20 oktober 1997. och den såldes för US$99.95 amerikanska dollar tillsammans med spelen:
- Super Mario World 2: Yoshi's Island
- The Legend of Zelda: A Link to the Past (endast Target)
- Kirby Super Star (endast Target)
- Tetris Attack (endast Toys'R'Us)

Det såldes också fristående. I Japan släpptes Super Famicom Jr. fem månader tidigare.

### Fotnoter
1. ↑  ”SNS-101”. http://maru-chang.com/hard/shvc/english.htm#SNS-101. Läst 15 augusti 2014.
2. ↑  Johnston, Chris (29 oktober 1997). ”Super NES Lives!”. Gamespot. http://www.gamespot.com/news/super-nes-lives-2467396. Läst 15 augusti 2014.